# Aleksander Zarajczyk
Aleksander Antoni Zarajczyk (ur. 17 stycznia 1925 w Lublinie-Symborówce, zm. 15 grudnia 1979) – polski polityk i działacz partyjny, poseł na Sejm PRL VII kadencji, I sekretarz KW PZPR w Kielcach (1972–1979).

## Życiorys
Syn Stanisława i Anny. Od 1940 do 1944 pracował w warsztatach samochodowych w Lublinie, następnie zatrudniony był jako szofer i kierownik referatu transportu w Urzędzie Wojewódzkim w Lublinie (1945–1949). W latach 1949–1950 pełnił funkcję wiceprzewodniczącego Zarządu Okręgowego Związku Zawodowego Pracowników Państwowych w Lublinie.
W 1946 wstąpił do Polskiej Partii Robotniczej, od 1948 należał do Polskiej Zjednoczonej Partii Robotniczej. W latach 50. był instruktorem i kierownikiem Wydziału Administracyjnego Komitetu Wojewódzkiego PZPR w Lublinie oraz instruktorem i inspektorem w Wydziale Organizacyjnym Komitetu Centralnego PZPR. W latach 1968–1972 był przewodniczącym prezydium Wojewódzkiej Rady Narodowej w Kielcach. Na V Zjeździe PZPR w listopadzie 1968 został wybrany na zastępcę członka Komitetu Centralnego, zaś na VI Zjeździe w grudniu 1971 na członka KC.
Od 1951 do 1953 był słuchaczem Szkoły Partyjnej przy KC PZPR. W 1962 ukończył studia prawnicze na Uniwersytecie Warszawskim. Od marca 1976 do śmierci w grudniu 1979 sprawował mandat posła na Sejm PRL VII kadencji z okręgu kieleckiego. Zasiadał w Komisji Administracji, Gospodarki Terenowej i Ochrony Środowiska. Nikt nie objął po nim mandatu.
Został pochowany na cmentarzu Partyzanckim w Kielcach.

## Odznaczenia
- Order Sztandaru Pracy I klasy[1]
- Order Sztandaru Pracy II klasy[1]
- Krzyż Oficerski Orderu Odrodzenia Polski[1]
- Krzyż Kawalerski Orderu Odrodzenia Polski[1]
- Złoty Krzyż Zasługi[1]
- Medal 30-lecia Polski Ludowej[1]
- Medal pamiątkowy „Za zasługi dla Warszawskiego Okręgu Wojskowego” (1970)[3]